# Distretto di Linchuan
Il distretto di Linchuan (临川区S, Línchuān QūP) è un distretto della Cina, situato nella provincia di Jiangxi e amministrato dalla prefettura di Fuzhou.